# Regina Jonas

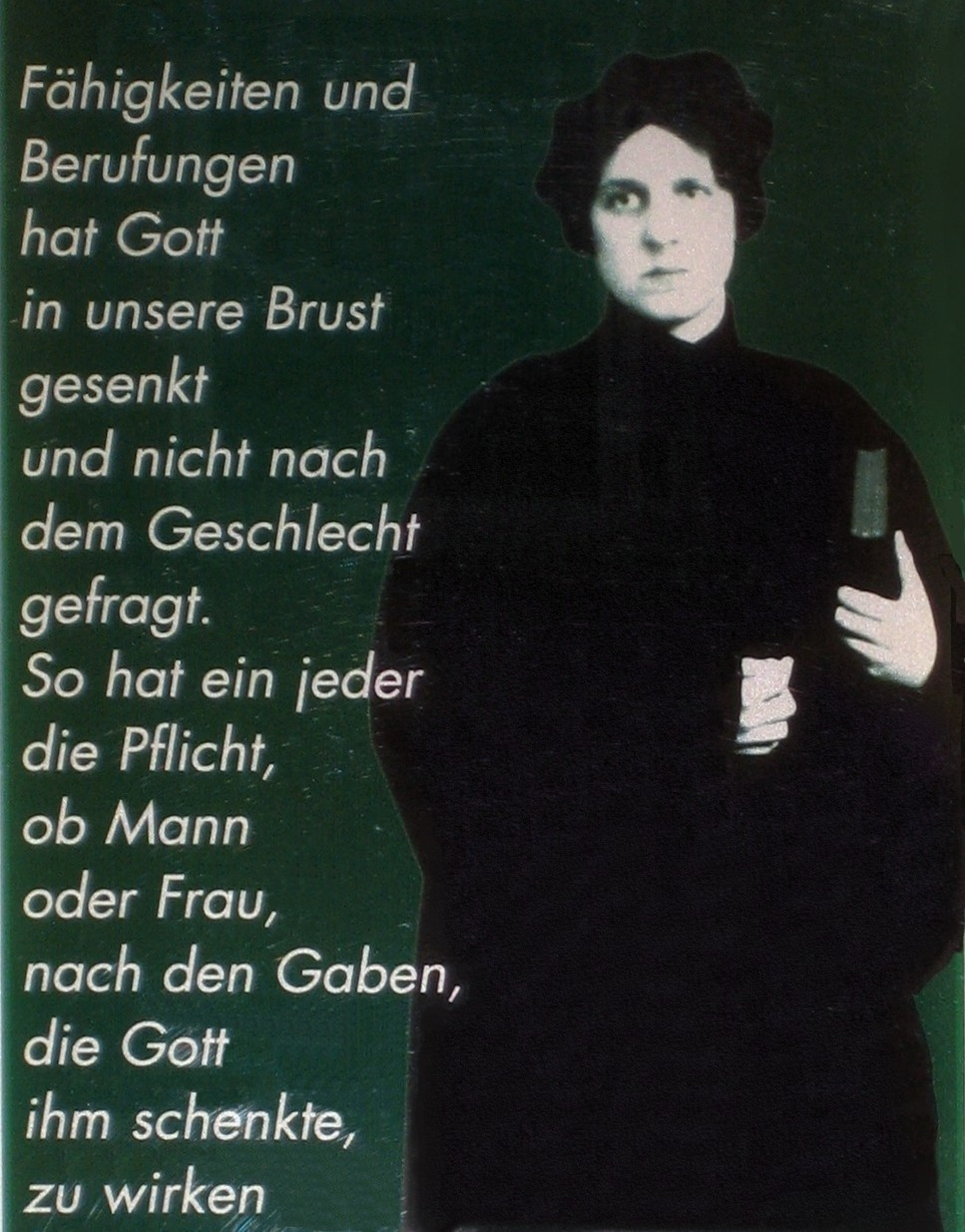
Memorial em homenagem à Regina Jonas, primeira rabina do sexo feminino a ser ordenada.

Regina Jonas (Berlim, 3 de agosto de 1902 – Auschwitz 12 de Dezembro de 1944) foi uma religiosa alemã e a primeira mulher judia a ser ordenada rabina em todo o mundo.

## Vida e formação
Regina tornou-se órfã de seu pai quando ainda era muito jovem. Conforme o segmento cultural da época, seguiu uma carreira como professora, como muitas outras mulheres de sua geração, porém abandonou a profissão. Logo em Berlim, ela se matriculou na Hochschule für die Wissenschaft des Judentums, Instituto Superior de Estudos Judaicos - Academia para a Ciência do Judaísmo, e fez cursos de seminário de rabinos liberais e educadores. Lá ela se formou como "Acadêmica Professora de Religião".
Jonas escreveu uma tese que teria sido uma exigência da coordenação, com o objetivo de se tornar "uma rabina". Seu tema foi "Uma mulher pode ser uma rabina segundo fontes haláquicas?" Sua conclusão deu-se com base na Bíblia, do Talmude e fontes rabínicas. No entanto, o professor de Talmud responsável pelas ordenações recusou porque ela era uma mulher. Então ela recorreu ao rabino Leo Baeck, líder espiritual dos judeus alemães, que tinha lhe ensinado no seminário. Ele também se recusou, porque a ordenação de uma rabina do sexo feminino causaria enormes problemas comunais intra-judaicos com o rabinato ortodoxo na Alemanha.
Em 27 de dezembro de 1935, Regina Jonas recebeu seu semichá e foi ordenada pelo liberal Max Dienemann, rabino, que era o chefe da Associação dos Rabinos Liberais, em Offenbach, Hesse. Jonas encontrou trabalho como capelã em diversas instituições sociais judias durante a tentativa de encontrar um púlpito.

## Perseguição e morte
Por causa da perseguição nazista, muitos rabinos emigraram e muitas pequenas comunidades ficaram sem o apoio rabínico. A ameaça da perseguição nazista tornou impossível para Regina pregar numa sinagoga, fazendo que sua missão fosse dificultosa. Apesar disso, ela continuou sua obra rabínica, bem como de ensino e pregação.
Em 4 de novembro de 1942, Regina Jonas teve que preencher um formulário de declaração em que listava seus bens, incluindo seus livros. Dois dias depois, todos os seus bens foram confiscados "para o benefício do Reich Alemão". No dia seguinte ela foi deportada para Theresienstadt. Ela persistiu com seu trabalho dando continuidade como um rabina. Viktor Frankl, o renomado psicólogo, pediu-lhe ajuda no projeto de um serviço de intervenção de crise, para melhorar a possibilidade de sobrevivência ajudando a prevenir tentativas de suicídio. Seu trabalho em particular foi de receber os trens na estação. Lá, ela ajudou as pessoas a lidar com o choque e a desorientação.
Regina Jonas trabalhou incansavelmente no campo de concentração de Theresienstadt durante dois anos, seu trabalho incluindo também palestras sobre diferentes temas. Até que ela foi deportada para Auschwitz, em meados de outubro de 1944, onde foi assassinada um dia ou dois meses depois aos 42 anos de idade.
Dos muitos que lecionaram em Theresienstadt, incluindo Leo Baeck, nenhum deles mencionou seu nome ou seu trabalho.